# Veyrines-de-Domme
Veyrines-de-Domme är en kommun i departementet Dordogne i regionen Nouvelle-Aquitaine i sydvästra Frankrike. Kommunen ligger i kantonen Domme som tillhör arrondissementet Sarlat-la-Canéda. År 2022 hade Veyrines-de-Domme 235 invånare.

## Befolkningsutveckling
Antalet invånare i kommunen Veyrines-de-Domme
Referens:INSEE